# Philippe Jordan

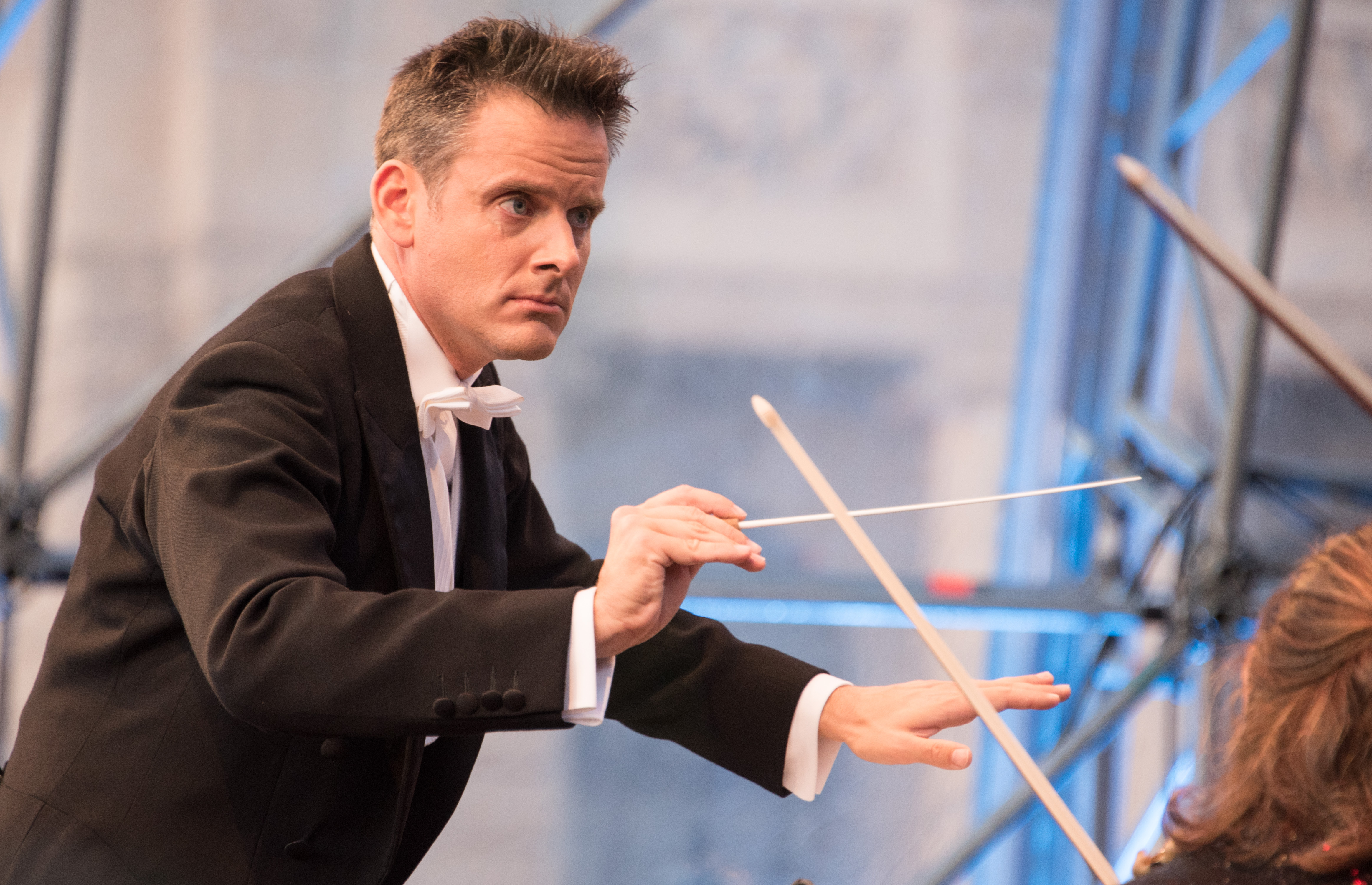
Philippe Jordan dirige la Nona sinfonia di Beethoven, Fest der Freude, Vienna 2015

Philippe Jordan (Zurigo, 18 ottobre 1974) è un direttore d'orchestra e pianista svizzero.

## Biografia
Nato a Zurigo, figlio del direttore Armin Jordan, ha iniziato a studiare pianoforte all'età di sei anni. All'età di otto anni è entrato a far parte della Zürcher Sängerknaben. Ha riconosciuto di voler diventare un direttore d'orchestra, come suo padre, all'età di 9 anni. I suoi studi di violino iniziarono all'età di 11 anni e a 16 anni è entrato al Conservatorio di Zurigo dove si è diplomato in insegnamento di pianoforte, con il massimo dei voti. Ha studiato teoria e composizione con il compositore svizzero Hans Ulrich Lehmann e ha continuato i suoi studi di pianoforte con Karl Engel. Allo stesso tempo, ha lavorato come assistente di Jeffrey Tate in Der Ring des Nibelungen di Richard Wagner al Théâtre du Châtelet di Parigi.
Nella stagione 1994/1995 Jordan è stato nominato primo maestro di cappella e assistente di James Allen Gähres al Teatro Ulm. L'anno successivo ha debuttato al Théâtre Royal de la Monnaie di Bruxelles. Da allora ha diretto al Grand Théâtre di Ginevra, alla Staatsoper di Vienna, allo Châtelet di Parigi, alla Semperoper di Dresda e al Festival Internazionale di Aix-en-Provence.
Dal settembre 1998 al giugno 2001 Jordan è stato maestro di cappella e assistente di Daniel Barenboim all'Opera di Stato di Berlino (Staatsoper Unter den Linden) e ora detiene il titolo di Direttore Ospite Principale presso la prestigiosa istituzione berlinese. Jordan è stato direttore principale dell'Opera di Graz e dell'Orchestra Filarmonica di Graz da settembre 2001 a giugno 2004.
Nella stagione 2001-2002 Jordan ha fatto il suo debutto operistico negli Stati Uniti dirigendo Samson et Dalila alla Houston Grand Opera, e il suo debutto operistico nel Regno Unito dirigendo Carmen al Glyndebourne Festival Opera. Nella stagione 2002-2003 ha debuttato alla Metropolitan Opera House e alla Royal Opera House di Covent Garden. Ha fatto la sua prima apparizione come direttore alla Bayerische Staatsoper di Monaco nell'aprile 2004 e all'Opéra Bastille di Parigi nell'ottobre 2004. Le sue prime apparizioni al Festival di Salisburgo si sono svolte nell'estate del 2004.
Nell'ottobre 2007 Jordan è stato nominato Direttore musicale dell'Opéra National de Paris, a partire dalla stagione 2009-2010 e nell'ottobre 2011 il suo contratto è stato prorogato fino a luglio 2018. Nell'aprile 2015 l'Opéra National de Paris ha ulteriormente prorogato il contratto di Jordan fino al 2021. Jordan dovrebbe concludere il suo mandato all'Opéra National de Paris alla fine della stagione 2020-2021.
Nell'ottobre 2011 Jordan è stato nominato direttore principale dei Wiener Symphoniker (Orchestra sinfonica di Vienna), con un contratto iniziale di 5 anni in vigore dalla stagione 2014-2015. Nel dicembre 2016 l'orchestra ha annunciato l'estensione del contratto di Jordan come direttore principale fino alla stagione 2020-2021. È previsto che concluderà il suo mandato con i Wiener Symphoniker alla fine della stagione 2020-2021. Nel luglio 2017 l'Opera di Stato di Vienna ha annunciato la nomina di Jordan come prossimo direttore musicale, a partire dalla stagione 2020-2021.
Oltre a dirigere, Jordan si esibisce anche come pianista in recital e musica da camera, come alla Schubertiade Schwarzenberg. Le sue registrazioni commerciali includono le sinfonie di Beethoven con l'Orchestra sinfonica di Vienna.